# Valdemar Dale Danneskiold-Samsøe
Valdemar Dale greve af Danneskiold-Samsøe (4. september 1935 - 1. juli 2016) var lensgreve af Samsøe 1966-2016. 
Danneskiold-Samsøe blev født den 4. september 1935 som eneste søn af lensgreve og overdirektør for Gisselfeld, kammerherre m.m. James Christian Carl Sophus greve af Danneskiold-Samsøe og Isabel Craven. Ved hans  fødsel boede familien i Californien, hvor man blandt andet drev plantagen "Cravenskiold Farm". Lensgreven blev uddannet økonom i USA og arvede i 1966 titlen som lensgreve efter sin far, han var også berettiget til stillingen som overdirektør for Gisselfeld Kloster, men fraskrev sig denne.  Sidstnævnte arveret valgte han dog at sælge i 1967 og hvorved positionen som lensgreve og Overdirektør dermed blev brudt og adskilt for første gang, og vel egentlig skabte baggrunden for den efterfølgende langvarige kamp om Gisselfeld. Lensgreven var gift fire gange og fik 9 børn, han og døde den 1. juli 2016. 